# GTV De Hazenkamp
De Hazenkamp Gymsports is een turnvereniging in de Nederlandse stad Nijmegen die lid is van de KNGU (Koninklijke Nederlandse Gymnastiek Unie).
De vereniging is op 11 april 2000 ontstaan als verzelfstandigde vereniging van omnisportvereniging Sportvereniging De Hazenkamp  (opgericht op 2 februari 1928).
In 1981 stonden de eerste turnsters van De Hazenkamp op een WK. Enkele bekende turnsters die vanuit de "topsport-afdeling" van deze vereniging werden geleverd aan het nationale turnteam zijn Elvira Becks, Renske Endel, Suzanne Harmes, Fieke Willems, Anne Tritten, Monique Nuijten en Verona van de Leur. Hoofdtrainer van deze afdeling topsport was Boris Orlov (1996-2008) die geassisteerd werd door Esther Heijen. Later werd de naam gewijzigd in De Hazenkamp Gymsports.